# Metal alternatiu
El metal alternatiu és un subgènere musical del heavy metal dins del rock alternatiu. Destaquen els grups System of a Down, Underminded i Bezumnie Usiliya (БеZумные Усилия) per estar a l'avantguarda d'aquest subgènere. El metal alternatiu no és un subgènere del metal i, com el seu propi nom indica, no és molt usual. S'encarrega de mesclar gèneres com el hip-hop, el rap, el funk o el soul amb hardcore punk. També se sol utilitzar instruments no molt usuals en el heavy metal, amb temps estranys i lletres poc convencionals que fan que no es consideri metal.
Per a començar amb la caracterització de l'estil, un bon exemple és Faith No More, amb un so metal característic i poc convencional, igual que els projectes del seu ex-líder Mike Patton: Fantômas i Tomahawk. Alguns artistes d'aquest gènere segueixen un camí avantguardista i innovador com The Melvins i Meshuggah.
El moviment grunge de principis d'anys 90 va ser el detonant que portà a aquest subgènere a un públic major, fent que els grups que el practicaven busquessin els seus propis camins: Jane's Addiction i Tool van agafar com a referència un so més proper al rock progressiu, Corrosion Of Conformity i el grup de grunge ja desaparegut Soundgarden tenien una influència del blues dels anys 70, mentre que Alice in chains agafava una mica de l'obscuritat i densitat de Black Sabbath.
Faith No More, Primus i Incubus van incorporar elements del funk a la seva forma de veure el metal alternatiu, mentre que White Zombie, Nine Inch Nails i Fear Factory van començar l'ara anomenat metal industrial, combinant el techno amb les guitarres del heavy metal.
Sepultura va mesclar els ritmes dels amerindis brasilers a la seva música, fent-la una música única al seu àlbum Roots, mentre que bandes com Mr. Bungle, Secret Chiefs 3, Dog Fashion Disco i Vicious Hairy Mary mesclaven la música de circ i de carnaval, el jazz i el rock surfer a la seva música. És l'estil descrit com Circus Metal.